# Universidad del Pacífico (Peru)
Die Universidad del Pacífico (UP) ist eine peruanische Privatuniversität mit Sitz in Lima.

## Geschichte
Vorläufer war eine Initiative in den 1950er Jahren der Unión Nacional de Dirigentes y Empresarios Católicos (UNDEC), einem katholischen Unternehmerverband, sowie des Jesuitenordens. Am 1. Februar 1962 wurde die UP offiziell gegründet.

## Fakultäten
- Verwaltung und Rechnungswesen
- Rechtswissenschaften
- Wirtschaftswissenschaften
- Business Engineering

## Hochschulpartnerschaften (Auswahl)
- Educatis University, Schweiz
- ESCP Europe Wirtschaftshochschule Berlin, Deutschland
- Fachhochschule Düsseldorf, Deutschland
- Handelshochschule Leipzig, Deutschland
- Humboldt-Universität zu Berlin, Deutschland
- Leopold-Franzens-Universität Innsbruck, Österreich
- Universität Genf, Schweiz
- Universität Mannheim, Deutschland
- Universität St. Gallen, Schweiz
- Wirtschaftsuniversität Wien, Österreich
- Universiteit van Amsterdam, Niederlande
- Universiteit Maastricht, Niederlande